# Linaria micrantha
Linaria micrantha é uma espécie de planta com flor pertencente à família Scrophulariaceae. 
A autoridade científica da espécie é (Cav.) Hoffmanns. & Link, tendo sido publicada em Fl. Portug. [Hoffmannsegg] 1: 258. 1811.

## Portugal
Trata-se de uma espécie presente no território português, nomeadamente em Portugal Continental.
Em termos de naturalidade é nativa da região atrás indicada.

## Protecção
Não se encontra protegida por legislação portuguesa ou da Comunidade Europeia.